# Cantone di Montoir-de-Bretagne
Il Cantone di Montoir-de-Bretagne era una divisione amministrativa dell'arrondissement di Saint-Nazaire.
È stato soppresso a seguito della riforma complessiva dei cantoni del 2014, che è entrata in vigore con le elezioni dipartimentali del 2015.
Comprendeva i comuni di:
- Donges
- Montoir-de-Bretagne
- Saint-Malo-de-Guersac
- Trignac